# Општина Метлика
Општина Метлика (словен. Metlika) је једна од општина Југоисточне Словеније у држави Словенији. Седиште општине је истоимени градић Метлика.

## Природне одлике
Рељеф: Општина Метлика налази се у јужном делу државе и погранична је према Хрватској. Општина обухвата источни део историјске покрајине Бела Крајина. У јужном делу општине налази се долина граничне реке Купе, које ка северу прелази у горје и на у северном делу општине у планину Горјанце.
Клима: У општини влада умерено континентална клима.
Воде: Највећи водоток је погранична река Купа. Сви остали водотоци су мањи и притоке су реке Купе.

## Становништво
Општина Метлика је средње густо насељена.

## Насеља општине
| - Береча Вас - Богиња Вас - Бојања Вас - Болдраж - Боршт - Божаково - Божич Врх - Брезовица при Метлики - Бушиња Вас - Видошичи - Гершичи - Горња Локвица - Горње Добравице - Горњи Сухор при Метлики - Грабровец | - Градац - Грм при Подземљу - Доле - Долња Локвица - Долње Добравице - Долњи Сухор при Метлики - Драге - Драгомља Вас - Драшичи - Желебеј - Железники - Земељ - Југорје при Метлики - Каменица - Капљишче | - Клоштер - Красинец - Крашњи Врх - Кривоглавице - Крижевска Вас - Крмачина - Мачковец при Сухорју - Мало Лешче - Метлика - Млаке - Окљука - Оток - Подземељ - Прилозје | - Примостек - Радовица - Радовичи - Радоши - Раковец - Равнаце - Росалнице - Села при Југорју - Сламна Вас - Свржаки - Трновец - Храст при Југорју - Чуриле - Шкемљевец - Шкриље |  |